# Getto w Zawierciu
Dzielnica Mieszkalna Żydowskiego Obozu Pracy (niem. Jüdisches Arbeitslager Wohnviertel) – utworzone w maju 1941 getto żydowskie w Zawierciu, zlikwidowane w sierpniu 1943.

## Tło
Przed II wojną światową Zawiercie było miastem z dużą liczbą Żydów. W 1938 roku na 32 673 mieszkańców miasta Żydzi stanowili 17% (5676). Liczba ponad pięciu tysięcy Żydów utrzymywała się w mieście od zakończenia I wojny światowej, a ich pozostaniu w mieście sprzyjał fakt, iż byli oni w przeważającej mierze odpowiedzialni za handel.
4 września do Zawiercia wkroczyła 3 Dywizja Lekka. Jeszcze we wrześniu Niemcy obsadzili główne urzędy i mianowali nadburmistrzem Wilhelma Fricka. Ponadto rozpoczęli wówczas wysiedlanie Polaków i Żydów z budynków przeznaczonych dla Niemców, które znajdowały się szczególnie przy ulicach: 3 Maja, Paderewskiego, Słowackiego, Pomorskiej i Chmielnej. Żydom zabroniono wstępu na te ulice, jak również do części miasta, która znajdowała się po lewej stronie torów kolejowych, chyba że posiadało się przepustkę uprawniającą do wykonania drobnych prac. Jeszcze w 1939 roku ludność żydowska została obciążona podatkiem w wysokości 69 tysięcy złotych, zobowiązana do oddania złotych przedmiotów i noszenia na prawym ramieniu białej opaski z niebieską gwiazdą Dawida. We wrześniu władze niemieckie nakazały oznaczenie żydowskich sklepów napisem „Judisches Geschäft” oraz zamknęły żydowskie hurtownie, a następnie zabroniły obrotu towarowego między Żydami a Polakami i Niemcami. Żydzi zostali pozbawieni nieruchomości, które oddano pod zarząd instytucji Grundstücksgesellschaft für die Provinz Oberschlesien m. B. H. Zweigstelle Warthenau. Zreorganizowano zarząd gminy żydowskiej, tworząc Judenrat, którego przewodniczącym został Ignacy Buchner, a także policję żydowską. Niemcy pozwalali sobie również na różne formy szykan, jak publiczne obcinanie bród, nakaz chodzenia trójkami do pracy i śpiewania piosenek m.in. wysławiających Hitlera.
Żydzi byli również przymuszani do pracy, a także wywożeni do obozów pracy. W listopadzie 1940 roku odjechał transport 200 Żydów w wieku 16–50 lat na roboty przymusowe do Niemiec, w szczególności do obozu pracy Auenrode. Drugi transport miał miejsce w marcu 1941 roku; zabrano nim Żydów (w liczbie 250 osób), którzy nie byli zatrudnieni w niemieckich zakładach, uprzednio znęcając się nad nimi. Podczas trzeciego etapu (1–2 maja 1941) wywieziono do obozów pracy kilkadziesiąt osób, a także – do dulagu – ponad sto dziewcząt z tzw. łapanki. Następny wywóz odbył się w marcu 1942 roku; wywieziono wtedy do obozu przejściowego w Sosnowcu ponad dwustu ludzi.

## Getto

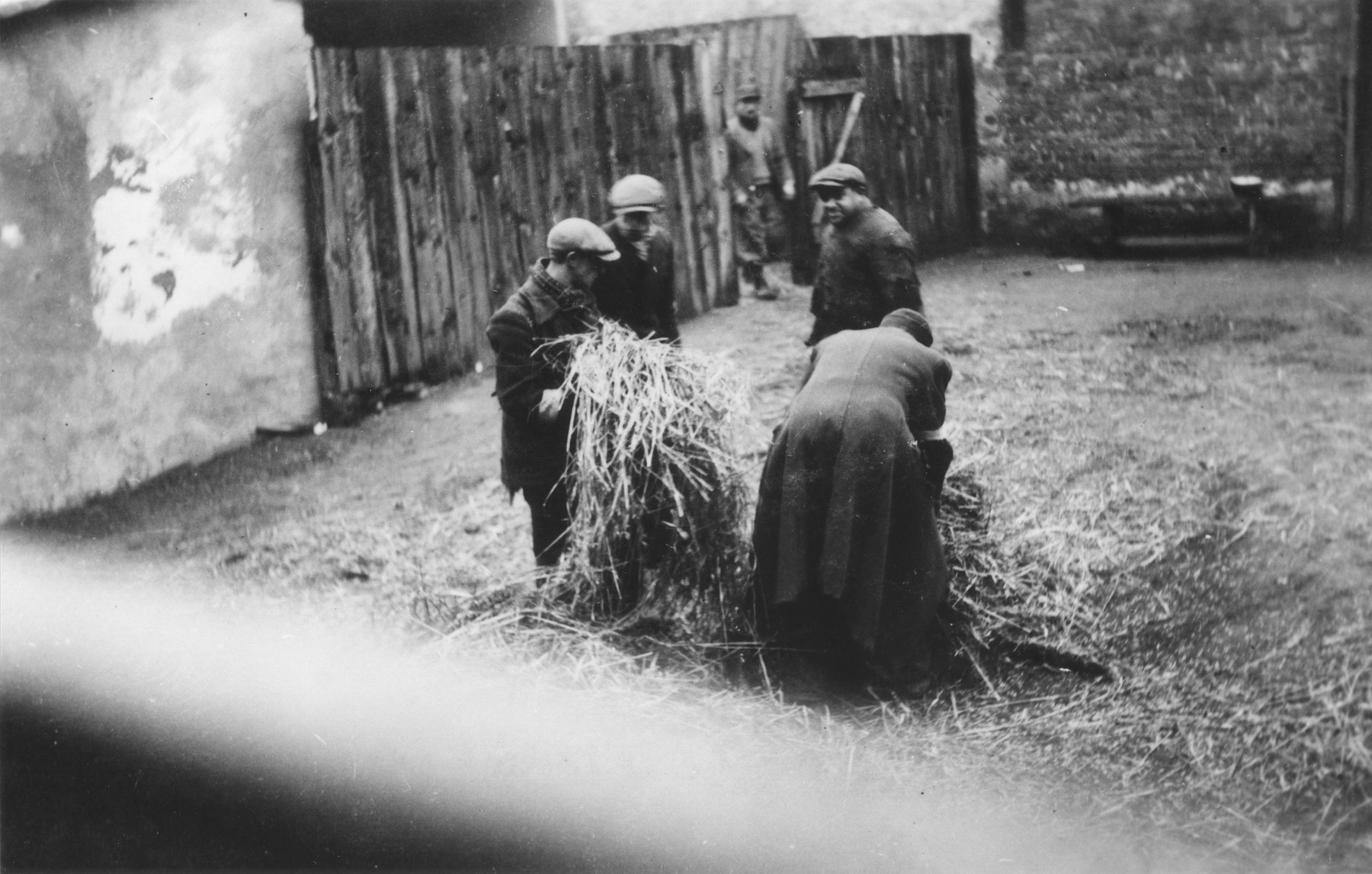
Żydzi w zawierciańskim getcie

W maju 1941 roku Wilhelm Frick zarządził utworzenie w Zawierciu Dzielnicy Mieszkalnej Żydowskiego Obozu Pracy. Getto miało powierzchnię 10 400 m². Znajdowało się ono w obrębie ulic: Stary Rynek, Nowy Rynek, Aptecznej, Widok, Marszałkowskiej, Ciemnej, Ciasnej i Górnośląskiej. Od reszty miasta było odgrodzone w niektórych miejscach płotami bądź murami. Przy ulicy Widok siedzibę miała policja żydowska. Jednym z jej zadań było pełnienie posterunku przy każdej bramie wejściowej, aby uniemożliwić w ten sposób opuszczenie Żydom terenu getta. Do wyjścia z getta uprawniała przepustka wydawana przez Zarząd Miejski za pośrednictwem Judenratu.
Do getta, poza zawiercianami, ściągnięto również Żydów z Kromołowa, Poręby, Siewierza, Tarnowskich Gór, Cieszyna, Bogumina i Myszkowa (od 1942 roku). Ludność getta była zatrudniana w różnych zakładach, a szczególnie w magazynach wojsk lotniczych po zakładach TAZ.
W nocy z 15 na 16 czerwca 1942 roku rozpoczęto akcję wywozu Żydów do obozów zagłady. Wówczas to funkcjonariusze Gestapo, SS i policji otoczyli getto, a nad ranem zgromadzili na Nowym Rynku pięć tysięcy osób. W południe sprowadzono dwa tysiące Żydów z Kromołowa, Siewierza, Poręby i Myszkowa. Do wagonów załadowano wskutek selekcji około 1800 osób, jednocześnie zapewniając wyjeżdżających, iż jadą na wycieczkę. W lipcu gestapowcy z Opola i Zawiercia ponownie skoncentrowali zawierciańskich Żydów. Wówczas to do wywiezienia przeznaczono sto osób, które najpierw uwięziono w synagodze, a następnie wywieziono na dworzec, skąd odjechał pociąg do KL Auschwitz.
W maju 1943 roku Gestapo i policja przeprowadziły akcję w getcie, szukając Żydów rzekomo ukrywających się po powstaniu w getcie warszawskim. Wskutek tych działań zastrzelono kilkanaście osób.
24 sierpnia 1943 roku rozpoczęto całkowitą likwidację getta pod hasłem „Warthenau – Judenfrei”. Akcja rozpoczęła się od postawienia wagonów na bocznicy kolejowej, a wieczorem wzmożone zostały patrole policji. Nad ranem Żydzi zostali wypędzeni z mieszkań i pogrupowani na Rynku, po czym otrzymali pozwolenie powrotu do domu. W nocy 25 sierpnia ponownie wypędzono Żydów na Rynek, gdzie dokonano selekcji: fachowców (500 osób) umieszczono w budynkach TAZ, a pozostałą część (5000 osób) wywieziono do Oświęcimia. Osoby, które usiłowały bronić się przed wywozem, zostały zastrzelone.

## Następstwa
Po likwidacji getta majątek żydowski Zarząd Miejski rozdzielił między ludność niemiecką. W Zawierciu po wydarzeniach sierpniowych mieszkało około 600 Żydów. Zajmowali się oni likwidacją pozostałości getta oraz pracą w magazynach lotniczych. W październiku 1943 roku zostali oni wywiezieni do obozów zagłady. Wojnę przeżyło około dwunastu osób.